# Crossing Lines/Episodenliste

Logo zur Serie

Diese Episodenliste enthält alle Episoden der international koproduzierten Krimiserie Crossing Lines, sortiert nach der europäischen Erstausstrahlung. Zwischen 2013 und 2015 entstanden in drei Staffeln insgesamt 34 Episoden mit einer Länge zwischen 46 und 48 Minuten.

## Übersicht
| Staffel | Episodenanzahl | Erstausstrahlung   | Erstausstrahlung  | Deutschsprachige Erstausstrahlung | Deutschsprachige Erstausstrahlung |
| Staffel | Episodenanzahl | Staffelpremiere    | Staffelfinale     | Staffelpremiere                   | Staffelfinale                     |
| ------- | -------------- | ------------------ | ----------------- | --------------------------------- | --------------------------------- |
| 1       | 10             | 14. Juni 2013      | 12. Juli 2013     | 22. August 2013                   | 26. September 2013                |
| 2       | 12             | 20. Juli 2014      | 24. August 2014   | 4. September 2014                 | 13. November 2014                 |
| 3       | 12             | 24. September 2015 | 10. Dezember 2015 | 22. Oktober 2015                  | 17. Dezember 2015                 |

## Staffel 1
Die Erstausstrahlung der ersten Staffel war vom 14. Juni bis zum 12. Juli 2013 auf dem italienischen Sender Rai 2 zu sehen. Die deutschsprachige Erstausstrahlung sendete der deutsche Free-TV-Sender Sat.1 vom 22. August bis zum 26. September 2013.
| Nr. (ges.) | Nr. (St.) | Deutscher Titel                   | Originaltitel            | Erstausstrahlung Italien | Deutschsprachige Erstausstrahlung (D) | Regie           | Drehbuch              |
| ---------- | --------- | --------------------------------- | ------------------------ | ------------------------ | ------------------------------------- | --------------- | --------------------- |
| 1          | 1         | Ein neues Team – Teil 1           | Pilot (1)                | 14. Juni 2013            | 22. Aug. 2013                         | Daniel Percival | Edward Allen Bernero  |
| 2          | 2         | Ein neues Team – Teil 2           | Pilot (2)                | 14. Juni 2013            | 22. Aug. 2013                         | Daniel Percival | Edward Allen Bernero  |
| 3          | 3         | Radioaktiv                        | The Terminator           | 21. Juni 2013            | 29. Aug. 2013                         | Laurent Barès   | Christopher Smith     |
| 4          | 4         | Die Jäger der Straße              | Long-Haul Predators      | 21. Juni 2013            | 29. Aug. 2013                         | Eric Valette    | Oliver Hein-MacDonald |
| 5          | 5         | Die Entführung – Teil 1           | Special Ops (1)          | 28. Juni 2013            | 5. Sep. 2013                          | Andy Wilson     | Rachel Anthony        |
| 6          | 6         | Die Entführung – Teil 2           | Special Ops (2)          | 28. Juni 2013            | 5. Sep. 2013                          | Andy Wilson     | Rachel Anthony        |
| 7          | 7         | Die Geiselnahme                   | The Animals              | 5. Juli 2013             | 12. Sep. 2013                         | Philippe Haïm   | Christopher Smith     |
| 8          | 8         | Die große Lüge                    | Desperation & Desperados | 5. Juli 2013             | 12. Sep. 2013                         | Daniel Percival | Edward Allen Bernero  |
| 9          | 9         | Neue Narben, alte Wunden – Teil 1 | Scars and Wounds (1)     | 12. Juli 2013            | 19. Sep. 2013                         | Hannu Salonen   | Edward Allen Bernero  |
| 10         | 10        | Neue Narben, alte Wunden – Teil 2 | Scars and Wounds (2)     | 12. Juli 2013            | 26. Sep. 2013                         | Eric Valette    | Edward Allen Bernero  |

## Staffel 2
Die Erstausstrahlung der zweiten Staffel war vom 20. Juli bis zum 24. August 2014 auf dem französischsprachigen Schweizer Sender RTS Un zu sehen. Die deutschsprachige Erstausstrahlung sendete der deutsche Free-TV-Sender Sat.1 vom 4. September bis zum 13. November 2014.
| Nr. (ges.) | Nr. (St.) | Deutscher Titel         | Originaltitel              | Erstausstrahlung Schweiz | Deutschsprachige Erstausstrahlung (D) | Regie              | Drehbuch                                 |
| ---------- | --------- | ----------------------- | -------------------------- | ------------------------ | ------------------------------------- | ------------------ | ---------------------------------------- |
| 11         | 1         | Die Befreiung           | The Rescue                 | 20. Juli 2014            | 4. Sep. 2014                          | Xavier Gens        | Edward Allen Bernero                     |
| 12         | 2         | Zurück in der Heimat    | The Homecoming             | 20. Juli 2014            | 4. Sep. 2014                          | Michael Wenning    | Edward Allen Bernero                     |
| 13         | 3         | 1984                    | The Kill Zone              | 27. Juli 2014            | 11. Sep. 2014                         | Eric Valette       | Edward Allen Bernero & Christopher Smith |
| 14         | 4         | Alle werden es erfahren | Everybody Will Know        | 27. Juli 2014            | 18. Sep. 2014                         | Philip John        | Oliver Hein-Macdonald                    |
| 15         | 5         | Undercover              | Home Is Where the Heart Is | 3. Aug. 2014             | 25. Sep. 2014                         | Ben Bolt           | Edward Allen Bernero & Corinne Marrinan  |
| 16         | 6         | Der Deal                | Freedom                    | 3. Aug. 2014             | 2. Okt. 2014                          | Laurent Barès      | Clive Bradley                            |
| 17         | 7         | Schwarze Witwen         | The Velvet Glove           | 10. Aug. 2014            | 9. Okt. 2014                          | Kerric Macdonald   | Edward Allen Bernero & Corinne Marrinan  |
| 18         | 8         | Familienbande           | Family Ties                | 10. Aug. 2014            | 16. Okt. 2014                         | Diarmuid Lawrence  | Edward Allen Bernero                     |
| 19         | 9         | Nichts als die Wahrheit | Truth and Consequences     | 17. Aug. 2014            | 23. Okt. 2014                         | Stephen Woolfenden | Oliver Hein-Macdonald                    |
| 20         | 10        | Heilige Taufe           | The Long Way Home          | 17. Aug. 2014            | 30. Okt. 2014                         | Xavier Gens        | Jason Bernero                            |
| 21         | 11        | Das Team – Teil 1       | The Team: Part One         | 24. Aug. 2014            | 6. Nov. 2014                          | Bill Eagles        | Erika Harrison                           |
| 22         | 12        | Das Team – Teil 2       | The Team: Part Two         | 24. Aug. 2014            | 13. Nov. 2014                         | Xavier Gens        | Edward Allen Bernero                     |

## Staffel 3
Die Erstausstrahlung der dritten Staffel begann am 24. September 2015 in Spanien bei AXN. Die deutschsprachige Erstausstrahlung sendete der deutsche Free-TV-Sender Sat.1 vom 22. Oktober bis zum 17. Dezember 2015.
| Nr. (ges.) | Nr. (St.) | Deutscher Titel     | Originaltitel       | Erstausstrahlung Spanien | Deutschsprachige Erstausstrahlung (D) | Regie            | Drehbuch                              |
| ---------- | --------- | ------------------- | ------------------- | ------------------------ | ------------------------------------- | ---------------- | ------------------------------------- |
| 23         | 1         | Gefährliche Beweise | Redux               | 24. Sep. 2015            | 22. Okt. 2015                         | Niall MacCormick | Frank Spotnitz                        |
| 24         | 2         | Whistleblower       | Whistleblower       | 1. Okt. 2015             | 22. Okt. 2015                         | Niall MacCormick | Wendy Battles                         |
| 25         | 3         | Schutzbefohlene     | Dragon              | 8. Okt. 2015             | 29. Okt. 2015                         | Ashley Pearce    | Francesca Gardiner                    |
| 26         | 4         | Der Richter         | In Loco Parentis    | 15. Okt. 2015            | 5. Nov. 2015                          | Susan Tully      | Spencer Hudnut und Francesca Gardiner |
| 27         | 5         | Selbstjustiz        | Recoil              | 22. Okt. 2015            | 12. Nov. 2015                         | Susan Tully      | James Moran                           |
| 28         | 6         | Virus               | Executioner         | 29. Okt. 2015            | 19. Nov. 2015                         | Niall MacCormick | Nicholas Meyer                        |
| 29         | 7         | Branik Tiso         | Lost and Found      | 5. Nov. 2015             | 26. Nov. 2015                         | Ashley Pearce    | Corinne Marrinan                      |
| 30         | 8         | Lockvögel           | Heat                | 12. Nov. 2015            | 3. Dez. 2015                          | Kerric MacDonald | Ben Harris                            |
| 31         | 9         | Die Story           | Expose              | 19. Nov. 2015            | 17. Dez. 2015                         | Kerric MacDonald | Frank Spotnitz und Jimmy Dowdall      |
| 32         | 10        | Ein falscher Freund | Enemy of the People | 26. Nov. 2015            | 10. Dez. 2015                         | Sue Tully        | Jason Sutton und Ben Harris           |
| 33         | 11        | Falsches Spiel      | Penalty             | 3. Dez. 2015             | 17. Dez. 2015                         | Michael Wenning  | Timothy Prager                        |
| 34         | 12        | Der Anschlag        | Obscura             | 10. Dez. 2015            | 17. Dez. 2015                         | Ashley Pearce    | Wendy Battles                         |